# Yuji Ozaki
Yuji Ozaki (尾崎 雄二 Ozaki Yuji?, nacido el 29 de septiembre de 1985 en Nagasaki) es un exfutbolista japonés. Jugaba de defensa y su único club fue el Fagiano Okayama de Japón.

## Trayectoria

### Clubes
| Club            | País  | Año         |
| --------------- | ----- | ----------- |
| Fagiano Okayama | Japón | 2008 - 2009 |